# Hilde Lahr
Hilde Lahr (ur. 1900) – austriacka lekkoatletka.
Jedenastokrotna mistrzyni kraju: w biegu na 300 metrów (1919, 1920, 1921, 1922 i 1923), skoku wzwyż (1920 i 1925), skoku w dal (1920), biegu na 80 metrów przez płotki (1927), pięcioboju (1927) oraz w biegu 800 metrów (1929).
Rekordzistka Austrii w biegu na 80 metrów przez płotki (14,4 – 6 sierpnia 1927, Wiedeń; dwa miesiące później rekord ten poprawiła, o 0,1 sekundy, Josephine Perenda).